# Claude Ambroise Régnier
Claude Ambroise Régnier, hertig av Massa, född 6 april 1736 i Blâmont, departementet Meurthe-et-Moselle, död 24 juni 1814 i Paris, var en fransk statsman. 
Régnier var framstående advokat i Nancy, då han 1789 valdes till medlem av "tredje ståndet" i riksförsamlingen. Han omfattade med värme revolutionens grundsatser och tog synnerligen verksam del i omdaningen av Frankrikes rättsordning. Sedan han under skräckväldet hållit sig i skymundan, blev han 1795 invald i "de gamles råd". Där slöt han sig till de moderata samt understödde Brumairekuppen den 9 november 1799. Bonaparte utnämnde honom kort efteråt till medlem av "conseil d'état", och som sådan ägnade han sig energiskt åt utarbetandet av "code civil". Åren 1802–1813 var han justitieminister och utnämndes 1809 till hertig av Massa. År 1813 blev han av Napoleon satt till president för "lagstiftande kåren", som han ej tillhörde och där hans inflytande blev ringa.